# المنصف وناس
المنصف وناس ولد في 1956 وتوفي في 4 نوفمبر 2020، هو أكاديمي وعالم اجتماع تونسي.

## السيرة الذاتية
بعد دراسة عادية، تحصل المنصف وناس على الدكتوراه في علم الاجتماع من كلية العلوم الإنسانية والاجتماعية بتونس (جامعة تونس). أدار المنصف وناس قسم علم الاجتماع في نفس الجامعة، ودرّس لسنوات عديدة مادتي علم الاجتماع الثقافي وعلم الاجتماع السياسي فيها.

كان المنصف وناس مديرا عاما لمركز الدراسات والبحوث الاقتصادية والاجتماعية بتونس، وعضو اللجان العلمية لعدة مجلات علمية أوروبية، وأستاذا زائرا في العديد من الجامعات العربية.

كأستاذ شرفي في علم الاجتماع في جامعة تونس، شغل المنصف وناس عضوية المجمع التونسي للعلوم والآداب والفنون (مؤسسة بيت الحكمة) والهيئة العليا لتحقيق أهداف الثورة والإصلاح السياسي والانتقال الديمقراطي. تركز أبحاثه على تحليل الديناميكيات السياسية والاجتماعية في البلدان المغاربية.

توفي المنصف وناس في 4 نوفمبر 2020 بسبب مرض فيروس كورونا.

## الجوائز والتشريفات
- الصنف الرابع من وسام الجمهورية (تونس).
- الصنف الثالث من الوسام الوطني للاستحقاق (تونس).

## المنشورات
بالعربية
- منطلقات وتوجهات التجربة المسرحية في تونس: مشروع استقراء سوسيو ثقافي للظاهرة المسرحية، وزارة الثقافة، تونس، 1985.
- الدولة والمسألة الثقافية في الجزائر: دراسة في التغيير الثقافي والإجتماعي، منشورات أليف، تونس، 1986.
- الدولة والمسألة الثقافية في تونس، منشورات الميثاق/دار الجميل، تونس/القاهرة، 1988.
- المشاركة السياسية في المغرب العربي: محاولة تفكيكية في النصوص السياسية، الدار التونسية للنشر، تونس، 1990.
- الدولة والمسألة الثقافية في المملكة المغربية، مؤسسة بيت الحكمة، قرطاج، 1991.
- الخطاب العربي: الحدود والتناقضات، الدار العربية للنشر، تونس، 1992.
- الدولة والمسألة الثقافية في المغرب العربي، منشورات سيراس، تونس، 1996.
- ثورة الصورة: المشهد الإعلامي وفضاء الواقع، مركز دراسات الوحدة العربية، بيروت، 2008.
- الشخصيّة التونسيّة: محاولة في فهم الشخصيّة العربيّة، الدار المتوسطية للنشر، تونس، 2010.
- الشخصية الليبية: ثالوث الغنيمة والقبيلة والغلبة، الدار المتوسطية للنشر، تونس، 2014.
- ليبيا التي رأيت، ليبيا التي أرى: محنة بلد، الدار المتوسطية للنشر، تونس، 2017.

بالفرنسية
- Le phénomène associatif au Maghreb : histoire, processus d'évolution et perspectives، منشورات Taller، تونس، 1997.
- Islam, élites, modernisation et société dans la Libye contemporaine : approche socio-anthropologique، تونس، جامعة تونس، 2001.
- Militaires, élites et modernisation dans la Libye contemporaine، دار نشر آرماتان، باريس، 2009.
- Une histoire méconnue, les relations libyo-françaises au Fezzan de 1943 à 1956 : regards croisés, Libye, France, Tunisie، معهد البحوث المغاربية المعاصرة/منشورات سيراس، تونس، 2012 (تحت إدارة المنصف وناس وبيار نوال دينياي).
- Révolte et reconstruction en Libye : le roi et le rebelle، دار نشر آرماتان، باريس، 2014.

الترجمة
- كتاب صدام الحضارات لصامويل هنتنجتون، نشر سنة 1997 بالعربية عن مؤسسة بيت الحكمة.
- كتاب العقل المحكم: إعادة التفكير في الإصلاح وإصلاح التفكير لإدغار موران، نشر سنة 2020 بالعربية عن معهد تونس للترجمة.